# 사브라-샤틸라 학살

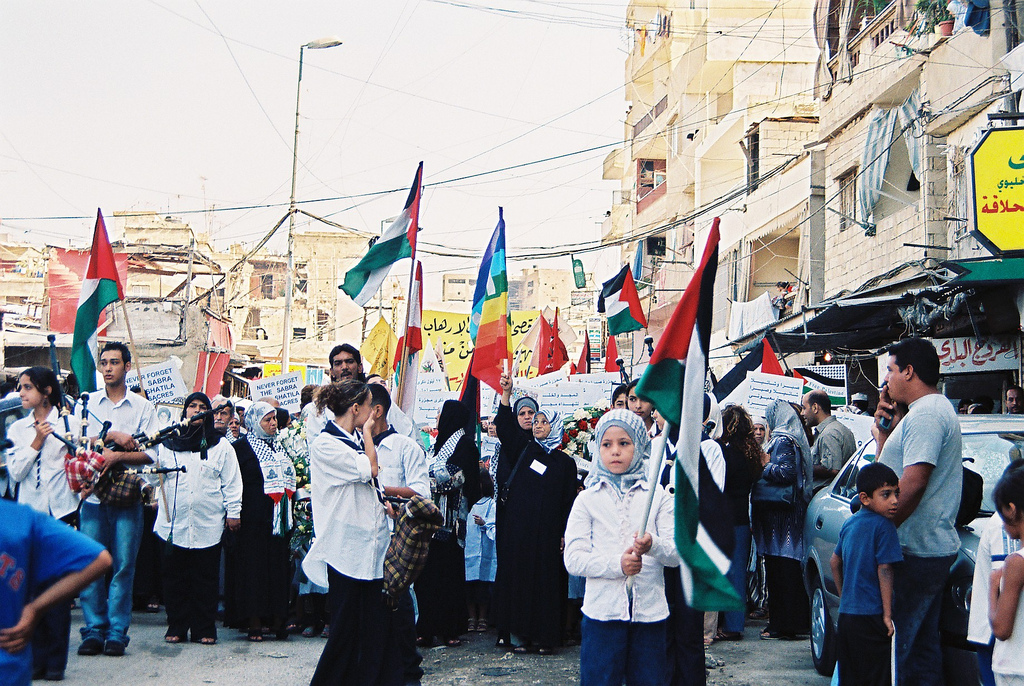

사브라-샤틸라 학살(Sabra and Shatila massacre)은 1982년 9월 16일 18시에서 18일 08시 사이에 레바논의 기독교 우익(팔랑헤주의)정당인 카타이브의 민병대가 팔레스타인인 및 시아파 레바논인 민간인 최소 460명-최대 3,500명을 학살한 사건이다. 사브라는 학살이 일어난 베이루트의 동(洞) 이름이고 샤틸라는 그에 인접한 샤틸라 난민촌을 의미한다. 카타이브는 이스라엘군의 감독을 받아가며 대규모 학살을 저질렀다. 카타이브는 이스라엘 방위군(IDF)과 동맹관계였고, 사브라와 샤틸라에서 팔레스타인 해방기구 세력을 일소하라는 IDF의 주문에 따라 이런 학살을 자행했다. IDF는 사태를 고의적으로 통제하지 않았다.
이 학살은 카타이브의 당수이자 레바논 신임 대통령에 당선된 바시르 게마옐의 암살에 대한 보복의 성격을 가지고 있었다. 실제로는 그렇지 않았지만 카타이브는 이 암살이 PLO의 소행이라고 생각했다. 1982년 6월, IDF는 PLO를 뿌리뽑겠다며 레바논을 침공했다(1982년 레바논 전쟁). 그해 중엽, PLO는 다국적군의 감독하에 레바논에서 철수했다. 그 뒤 다국적군도 철수하자 IDF와 카타이브가 베이루트를 포위했다. 이스라엘의 이런 행위는 휴전협정 위반으로 여겨졌다. 이스라엘 육군이 사브라와 샤틸라의 모든 출구를 봉쇄함에 따라 난민들은 탈출도 하지 못하고 카타이브에게 속수무책으로 살육되었다. 이스라엘군은 카타이브의 요청에 따라 밤에는 조명탄까지 쏘아 주었다.
1983년, 국제연합 사무총장보 겸 총회의장 숀 맥브라이드가 위원장을 맡은 위원회는 이스라엘이 폭력사태의 책임이 있으며, 이 학살이 집단살해의 형태를 가지고 있다는 결론을 내렸다. 같은 해 이스라엘에서도 카한 위원회가 자체 조사를 진행하여 당시 이스라엘 군인들이 학살이 진행되는 것을 인지하였으나 그것을 멈추기 위한 행동을 하는 데 실패했고, 당시 국방장관 아리엘 샤론에게 "개인적인" 간접적 책임이 있다는 결론을 내렸다. 이에 따라 샤론은 실각했다.

## 같이 보기
- 난민촌 전쟁
- 하마 학살